# 박여량 감재일기
박여량 감재일기(朴汝樑 感齋日記)는 본래 조선의 문신 박여량의 후손 박호정이 기증한 것으로, 이 일기의 본문은 박여량이 당시에 직접 기록한 친필이다.
2013년 10월 24일 대한민국 경상남도의 유형문화재 제539호 함양박물관 소장 감재일기로 지정되었다. 2018년 12월 20일 현재의 명칭으로 변경되었다.

## 개요
1608년 11월에서 1610년 11월까지 약 2년 정도의 일기만 남아 전하고 있는 것으로 전혀 학계에 알려져 있지 않은 상황이다.
1608년에 즉위한 광해군 초기의 정치상황을 당시 사람의 시각으로 파악할 수 있다는 점에서 매우 중요한 의의가 있으며 당시의 생생한 자료를 그대로 볼 수 있다는 점에서 더욱 가치가 있다.

## 같이 보기
- 박여량

## 참고 자료
- 박여량 감재일기 - 국가유산청 국가유산포털